# Nancy L. Quarles
Nancy L. Quarles é uma política de Michigan.

## Início de vida
Quarles nasceu em 7 de junho de 1952.

## Educação
Quarles é bacharel em administração de empresas pela University of Detroit e tem mestrado em administração pública pela Central Michigan University. Em 2001, obteve o título de PhD em administração pública pela Western Michigan University.

## Carreira
Quarles serviu no Conselho de Comissários do Condado de Oakland de 1995 a 1996. Em 5 de novembro de 1996, Quarles foi eleita para a Câmara dos Representantes de Michigan, onde representou o 36º distrito de 8 de janeiro de 1997 a 2002. Quarles foi novamente eleita para o Conselho de Comissários do Condado de Oakland em novembro de 2010 e actualmente actua neste conselho. Quarles também trabalha actualmente como professora na Central Michigan University.

## Vida pessoal
Quarles mora em Southfield, Michigan, e é casada com Larry.